# System Answer G2
System Answer G2（システムアンサージーツー）は、多種多様な機器を監視するネットワーク監視のためのツールである。
導入が簡単なアプライアンス製品System Answerの後継機であり、ネットワークシステム全体の性能状態を可視化できる。

## 主な特徴
元来、障害が起こった後にアラートが上がっていた死活監視から
障害が起こりそうな予測域でのアラートを出す性能監視へと移行を実現化したツール。

## 主要機能
- 1分間隔での監視
- ベースラインでの監視
- 傾向分析
- 稼働比較
- 曜日別アラートスケジュール
- 多種多様な危機対応（81ベンダー 2,520項目のプライベートMIBに対応）
- トポロジー監視
- レポート出力
- 多言語対応

## 連携可能機器
- JP1
- VMware

## 歴史
- 2003年 6月 - ネットワーク監視アプライアンス「BTmonitor」をリリース
- 2004年 6月 - ネットワーク監視アプライアンス「BTmonitor Light」をリリース
- 2005年 6月 - 「BTmonitor」NEC UNIVERGE CERTIFIED認証製品化
- 2006年 8月 - レポートティングソフトウェア「BT Reporter」をリリース
- 2008年12月 - ネットワーク監視アプライアンス「System Answer」をリリース
- 2011年 7月 - データセンター向けネットワーク監視ソフトウェア「System Answer G2 Datacenter Ware」をリリース
- 2012年 2月 - 応答時間計測サービス「System Answer RS 〜今日のレスポンス〜」を提供開始
- 2012年10月 - システム性能監視ソフトウェアの新製品「System Answer G2 Enterprise Ware」をリリース
- 2012年11月 - 運用自動化支援システム「Himawari(ヒマワリ) 」を提供開始
- 2013年 4月 - システム性能監視アプライアンス「System Answer G2 RAID Appliance」をリリース
- 2013年 6月 - システム稼働レポート作成ソフトウェア「System Answer G2 Reporter」をリリース